# Brian Armstrong
Brian Armstrong (San Jose, 25 gennaio 1983) è un imprenditore statunitense, CEO e cofondatore dell'exchange di criptovalute Coinbase.

## Biografia
Armstrong nasce a San Jose nel 1983, entrambi i suoi genitori erano ingegneri. Frequenta la Rice University in Texas, si laurea in economia e informatica nel 2005 e ottiene un master sempre in informatica l'anno successivo. Lavora come sviluppatore per IBM e poi consulente per Deloitte. Nel 2011 lavora per Airbnb come ingegnere informatico nell'ambito del sistema di pagamenti della piattaforma. Nel tempo libero inizia a sviluppare sistemi in Ruby e JavaScript per l'acquisto e storage di criptovalute. Nel 2012 entra in Y Combinator, un acceleratore di startup, ricevendo un finanziamento di 150000 dollari che userà per finanziare Coinbase. Nel 2012 Armstrong e Fred Ehrsam, conosciuto su reddit, fondano Coinbase una piattaforma che consente la compravendita di criptovalute. Nel 2018 l'azienda viene valutata otto miliardi di dollari. Nel 2020 l'azienda viene quotata sulla borsa americana. Nel 2021 Coinbase viene valutata 85 miliardi di dollari e nel 2022 il patrimonio personale di Armstrong è valutato oltre due miliardi di dollari dalla rivista Forbes.